# Стрежнев, Дмитрий Степанович
Дми́трий Степа́нович Стре́жнев (род. 3 февраля 1968, Казань) — российский менеджер, промышленник, инвестор, меценат. Генеральный директор ОАО «Ликинский автобусный завод» (1999—2001), ООО «Руспромавто» (2001—2002), ОАО ГАЗ (2001—2002), ОАО «ЕвроХим» (2003—2018), ООО «ОМГ» (c 2018).

## Биография
Дмитрий Степанович Стрежнев родился 3 февраля 1968 года в Казани (СССР).

### Образование
В 1985 году окончил физико-математическую школу-интернат № 18 при Московском государственном университете (двухгодичный поток: 1983—1985). Учился за одной партой с Михаилом Кузнецовым.
В 1985 году поступил в МГУ, на физический факультет.
В 1986—1988 годы, в период снятия со студентов отсрочки от воинской повинности — служба в рядах Вооружённых сил СССР. Воинское звание при увольнении в запас — старшина.
В 1993 году с отличием окончил физический факультет МГУ. В период учёбы жил в общежитии МГУ в одной комнате с Олегом Дерипаской.
Окончил Российскую академию народного хозяйства (степень MBA).

### Карьера
С 1992 года — работа на руководящих должностях в бизнесе: в ООО «Техснаб-2000», ЗАО «Дорстройкомплект».
В 1998 году — исполнительный директор, в 1999 году — гендиректор ОАО «Ликинский автобусный завод».
В 2001—2003 годы — гендиректор ООО «Руспромавто».
В 2001—2002 годы — гендиректор автомобильного завода «ОАО ГАЗ», совмещая пост руководителя «Руспромавто».
В период с 2003 по 2018 год — гендиректор ОАО «ЕвроХим». В 2017 году подписал меморандум с Китайской национальной химической корпорацией (ChemChina) о совместном производстве промышленной продукции. Предварительная оценка стоимости реализации проекта с ChemChina — 500 миллионов долларов.
С 2007 года — член совета директоров, акционер «Eurochem Group SE», материнской компании «ЕвроХима»,
С 2011 года — член совета директоров ОАО «СУЭК».
С 2018 года — генеральный директор ООО «Объединённая машиностроительная группа». В мае 2023 года продал акции АО "Автомобильный завод «Урал» менеджменту предприятия.
С 2023 года — генеральный директор ООО «Новые Проекты».
В рейтинге богатейших бизнесменов России (по версии Forbes) в 2013 году занял 160 место (оценка состояния — 600 млн долларов), в 2021 году — 167 место (оценка состояния — 750 млн долларов).

### Семья
Женат. Двое детей.

## Санкции
6 декабря 2023 года включён в санкции Великобритании .

## Избранные интервью
- Терентьева Александра. Дмитрий Стрежнев: «Стабильный бизнес, где люди что-то высиживают, — неправильный» // Ведомости, 11.01.2012
- Глава «ЕвроХима»: мы не хотим конкурировать на рынке калия ценой, у нас есть дистрибуция // Интерфакс, 29.05.2018